# Software in the Public Interest
Software in the Public Interest, Inc. (SPI) er en almennyttig organisation, oprettet for at kunne hjælpe andre organisationer med at udvikle og distribuere open source-software og -hardware. 

## Medlemsprojekter
- Debian
- Fresco
- Gallery
- GNUstep
- OFTC
- PostgreSQL
- GNU Texmacs
- wxWidgets
- Drupal
- OpenVAS
- Open Voting Foundation
- freedesktop.org
- OpenOffice.org

## Ekstern henvisning
- SPI's websted